# Élections législatives belges de 1910
Les élections législatives belges de 1910 ont eu lieu le 22 mai et ont offert la majorité absolue à la Chambre des représentants au Parti Catholique. Ces elections visaient à renouveler 87 des 168 sièges de la chambre.

## Résultats
|       |                           |                           |                           |                           |
| Parti | Parti                     | Chambre des représentants | Chambre des représentants | Chambre des représentants |
| Parti | Parti                     | Voix                      | %                         | Sièges                    |
|       | Parti catholique          | 676 849                   | 53,1                      | 86                        |
|       | Cartel libéral-socialiste | 243,063                   | 19,1                      | 20                        |
|       | Parti libéral             | 236 467                   | 18,6                      | 36                        |
|       | Parti ouvrier belge       | 85 326                    | 6,7                       | 25                        |
|       | Autres                    | 32 794                    | 2,6                       | 1                         |
|       | Blancs et nuls            | 32 255                    |                           |                           |
| Total | Total                     | 1 306 754                 | 100                       | 168                       |